# Katrina Jade

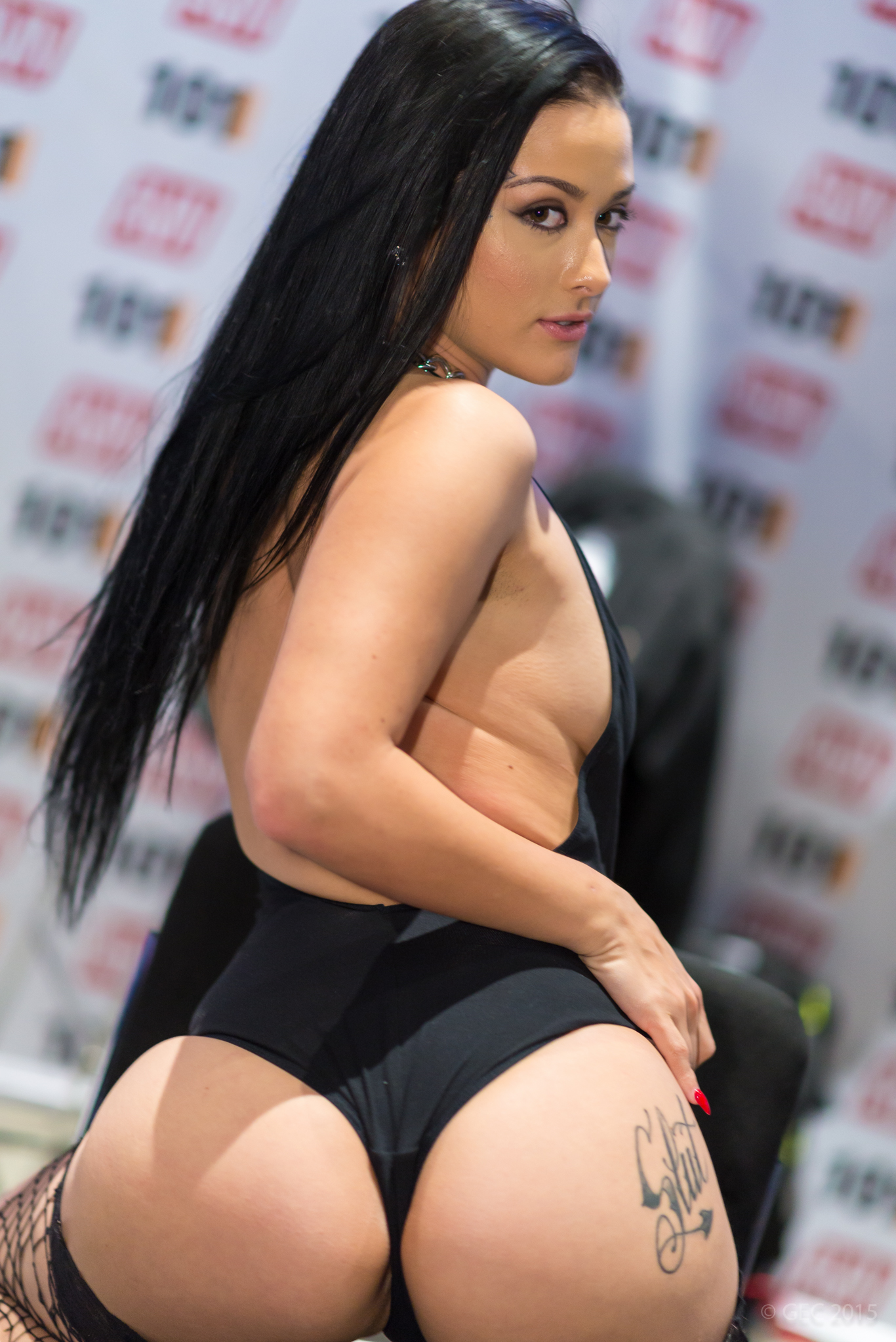
Katrina Jade na AVN Adult Entertainment Expo v roce 2015

Katrina Jade (31. října 1991 Kalifornie, USA) je americká pornografická herečka a erotická modelka.

## Životopis
Jade se narodila na jihu amerického státu Kalifornie na konci října roku 1991 v rodině s holandskými, německými, irskými, italskými, havajskými, indiánskými a mexickými předky. Jediné, co je známo o jejím životě před pornografickou kariéru, je, že pracovala jako prodavačka v Circuit City.
V roce 2014, když jí bylo 23 let, se rozhodla vstoupit do pornografického průmyslu jako herečka. Její první scéna byla natočena v únoru téhož roku na portálu Kink.com.
Je vdaná za fotografa a režiséra Nigela Dictatora, který je o 13 let starší než ona.
Pracovala pro studia: New Sensations, Elegant Angel, Brazzers, Wicked, Twistys, Evil Angel, Lethal Hardcore, Devil's Films, Hustler, Girlfriends Films a Sweetheart Video.
V roce 2016 byla nominována na cenu AVN a cenu XBIZ za debutantku roku (Best New Starlet).
V roce 2017 získala cenu XBIZ za herečku roku (Female Performer of the Year) a nejlepší sexuální scénu (Best Sex Scene) za snímek The Switch a cenu AVN za nejlepší skupinovou sexuální scénu (Best Group Sex Scene) za snímek Orgy Masters 8.

## Ocenění
| Ocenění                     | Datum ceremoniálu | Kategorie                                | Výsledek  | Snímek                    |
| --------------------------- | ----------------- | ---------------------------------------- | --------- | ------------------------- |
| Inked Awards                | 2015              | Perfect Vagina                           | nominace  |                           |
| Inked Awards                | 2015              | Best Oral                                | nominace  |                           |
| Inked Awards                | 2015              | Starlet of the Year                      | nominace  |                           |
| Premios XRCO                | 2016              | Best New Starlet                         | nominace  |                           |
| AVN Awards                  | 2016              | Best New Starlet                         | nominace  |                           |
| AVN Awards                  | 2016              | Best All-Girl Group Sex Scene            | nominace  | Massage School Dropouts   |
| AVN Awards                  | 2016              | Best Three-Way Sex Scene – Boy/Boy/Girl  | nominace  | Magic Mike XXXL           |
| AVN Awards                  | 2016              | Hottest Newcomer                         | nominace  |                           |
| Spank Bank Awards           | 2016              | Best Body Built For Sin                  | vítězství |                           |
| Spank Bank Awards           | 2016              | Best Ass Licking Artist                  | nominace  |                           |
| Spank Bank Awards           | 2016              | Deepest Throat                           | nominace  |                           |
| Spank Bank Awards           | 2016              | Newcummer of the Year                    | nominace  |                           |
| Spank Bank Awards           | 2016              | Bad Ass Brunette of the Year             | nominace  |                           |
| Spank Bank Awards           | 2016              | The Dirtiest Player in the Game          | nominace  |                           |
| Spank Bank Awards           | 2016              | Sexiest Painted Lady                     | nominace  |                           |
| Spank Bank Awards           | 2016              | Tweeting Twat of the Year                | nominace  |                           |
| Spank Bank Technical Awards | 2016              | Happily Married Slut Wife                | vítězství |                           |
| Spank Bank Technical Awards | 2016              | Totally Un-Trollable                     | vítězství |                           |
| XBIZ Awards                 | 2016              | Best New Starlet                         | nominace  |                           |
| XBIZ Awards                 | 2016              | Best Scene – Parody Release              | nominace  | Magic Mike XXXL           |
| AVN Awards                  | 2017              | Female Performer of the Year             | nominace  |                           |
| AVN Awards                  | 2017              | Best Boy/Girl Sex Scene                  | nominace  | Big Wet Interracial Tits  |
| AVN Awards                  | 2017              | Best Group Sex Scene                     | vítězství | Orgy Masters 8            |
| AVN Awards                  | 2017              | Best Three-Way Sex Scene – Boy/Boy/Girl  | nominace  | Cum on My Tattoo 5        |
| AVN Awards                  | 2017              | Best Three-Way Sex Scene – Girl/Girl/Boy | nominace  | Aidra Fox Is Slutwoman    |
| AVN Awards                  | 2017              | Fan Award: Favorite Female Porn Star     | nominace  |                           |
| AVN Awards                  | 2017              | Social Media Star                        | nominace  |                           |
| XBIZ Awards                 | 2017              | Female Performer of the Year             | vítězství |                           |
| XBIZ Awards                 | 2017              | Best Scene – Couples-Themed Release      | vítězství | The Switch                |
| XBIZ Awards                 | 2017              | Best Scene – All Sex Release             | nominace  | Sex Footage: Natural Slut |
| Spank Bank Awards           | 2017              | Gloryhole Guru of the Year               | vítězství |                           |
| Spank Bank Awards           | 2017              | Most Volumptous Vixen                    | nominace  |                           |
| Spank Bank Awards           | 2017              | Tattooed Temptress of the Year           | nominace  |                           |
| Spank Bank Awards           | 2017              | Tweeting Twat of the Year                | nominace  |                           |
| Spank Bank Awards           | 2017              | Baroness of Licking Lady Ass             | nominace  |                           |
| Spank Bank Awards           | 2017              | Bad Ass Brunette of the Year             | nominace  |                           |
| Spank Bank Awards           | 2017              | Best Booty                               | nominace  |                           |
| Spank Bank Awards           | 2017              | Best Body Built For Sin                  | nominace  |                           |
| Spank Bank Awards           | 2017              | Best Swallower                           | nominace  |                           |
| Spank Bank Awards           | 2017              | Contessa of Cum                          | nominace  |                           |
| Spank Bank Awards           | 2017              | Deepest Throat                           | nominace  |                           |
| Spank Bank Awards           | 2017              | Hardest Working Ho in Ho Biz             | nominace  |                           |
| Spank Bank Awards Technical | 2017              | Best Trash Talker                        | nominace  |                           |
| Spank Bank Awards Technical | 2017              | World's Greatest (and Sexiest) Villain   | nominace  |                           |
| XRCO Awards                 | 2017              | Superslut                                | nominace  |                           |